# Erzbistum Caceres
Das Erzbistum Caceres (lat.: Archidioecesis Cacerensis) ist eine auf den Philippinen gelegene römisch-katholische Erzdiözese mit Sitz in Naga City.

## Geschichte

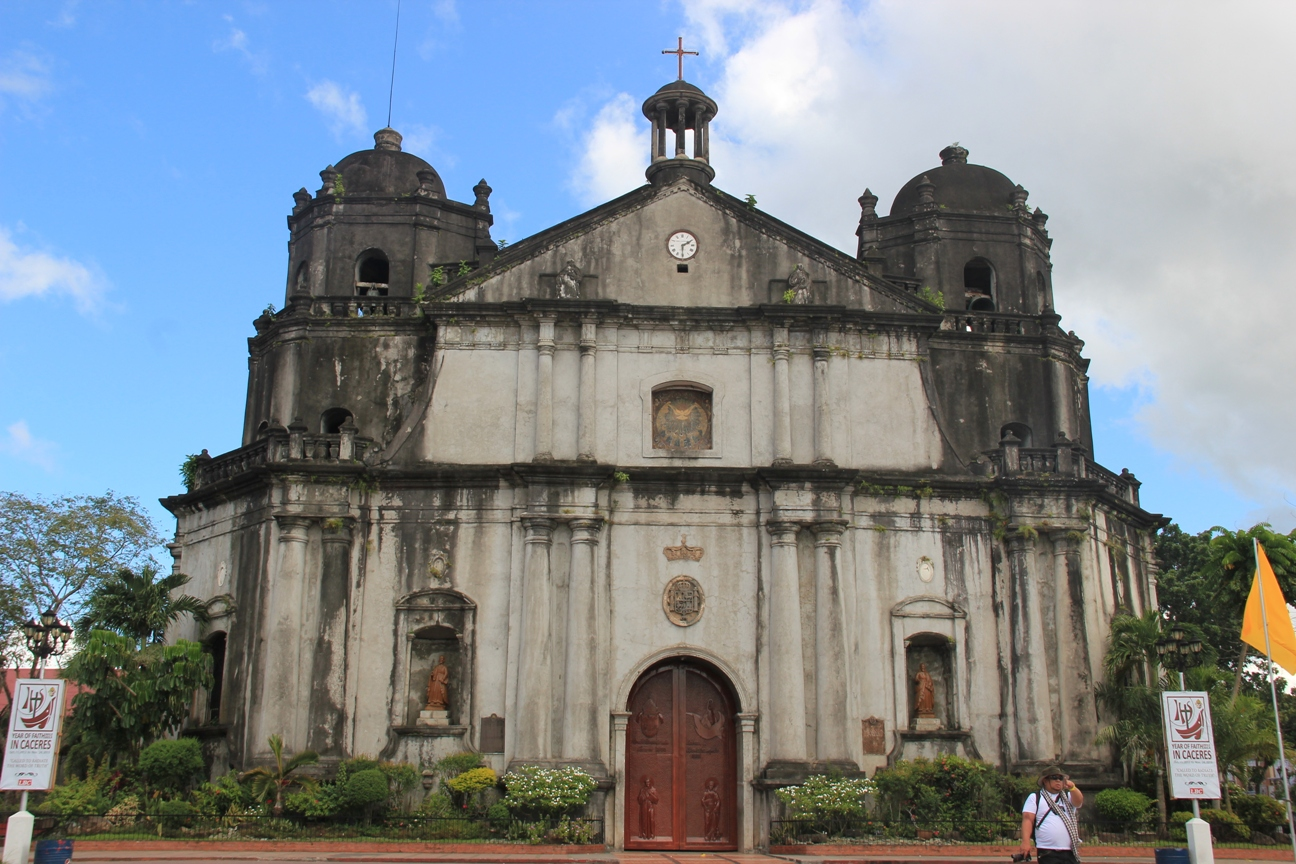
Kathedrale St. John the Evangelist in Naga City

Das Erzbistum Caceres wurde am 14. August 1595 durch Papst Clemens VIII. mit der Apostolischen Konstitution Super specula militantis Ecclesiae aus Gebietsabtretungen des Erzbistums Manila als Bistum Caceres errichtet und dem Erzbistum Manila als Suffraganbistum unterstellt. Am 29. Juni 1951 gab das Bistum Caceres Teile seines Territoriums zur Gründung der Bistümer Legazpi und Sorsogon ab.
Das Bistum Caceres wurde am 29. Juni 1951 durch Papst Pius XII. mit der Apostolischen Konstitution Quo in Philippina Republica zum Erzbistum erhoben. Am 9. Dezember 1989 gab das Erzbistum Caceres Teile seines Territoriums zur Gründung der Territorialprälatur Libmanan ab.
Das Erzbistum Caceres umfasst die Provinz Camarines Sur.

## Ordinarien

### Bischöfe von Caceres
- Luis Maldonado OFM, 1595–…
- Francisco Ortega OSA, 1599–1602
- Baltazar de Covarrubias y Múñoz OSA, 1603–1605, dann Bischof von Antequera
- Pedro de Godinez OFM, 1605–…
- Pedro Matias, 1612–…
- Diego Guevara OSA, 1616–1623
- Luis de Cañizares OM,  1624–1628, dann Koadjutorbischof von Comayagua
- Francisco de Zamudio y Avendaño OSA, 1628–1639
- Nicolas de Zaldivar y Zapata OSA, 1644–1646
- Antonio de San Gregorio OFM, 1659–1661
- Andrés González OP, 1685–1709
- Domingo de Valencia, 1718–1719
- Felipe Molina y Figueroa, 1724–1738
- Isidro de Arevalo, 1740–1751
- Manuel de Matos OFM, 1754–1767
- Antonio de Luna OFM,  1768–1773
- Juan Antonio Gallego y Orbigo OFM, 1778–1788, dann Erzbischof von Manila
- Juan García Ruiz OSA, 1784–1796
- Domingo Collantes OP, 1788–1808
- Bernardo de la Inmaculada Concepción García Hernández OFM, 1816–1829
- Juan Antonio Lillo OFM, 1831–1840
- Vicente Barreiro y Pérez OSA, 1846–1848, dann Bischof von Nueva Segovia
- Manuel Grijalvo y Mínguez, 1848–1861
- Francisco Gainza Escobás OP, 1862–1879
- Casimiro Herrero Pérez OSA, 1880–1886
- Arsenio del Campo y Monasterio OSA, 1887–1903
- Jorge Barlin Imperial, 1905–1909
- John Bernard MacGinley, 1910–1924, dann Bischof von Monterey-Fresno
- Francisco Javier Reyes, 1925–1937
- Pedro Paulo Santos Songco, 1938–1951

### Erzbischöfe von Caceres
- Pedro Paulo Santos Songco, 1951–1965
- Teopisto Valderrama Alberto, 1965–1983
- Leonard Zamora Legaspi OP, 1983–2012
- Rolando Tria Joven Tirona OCD, 2012–2024

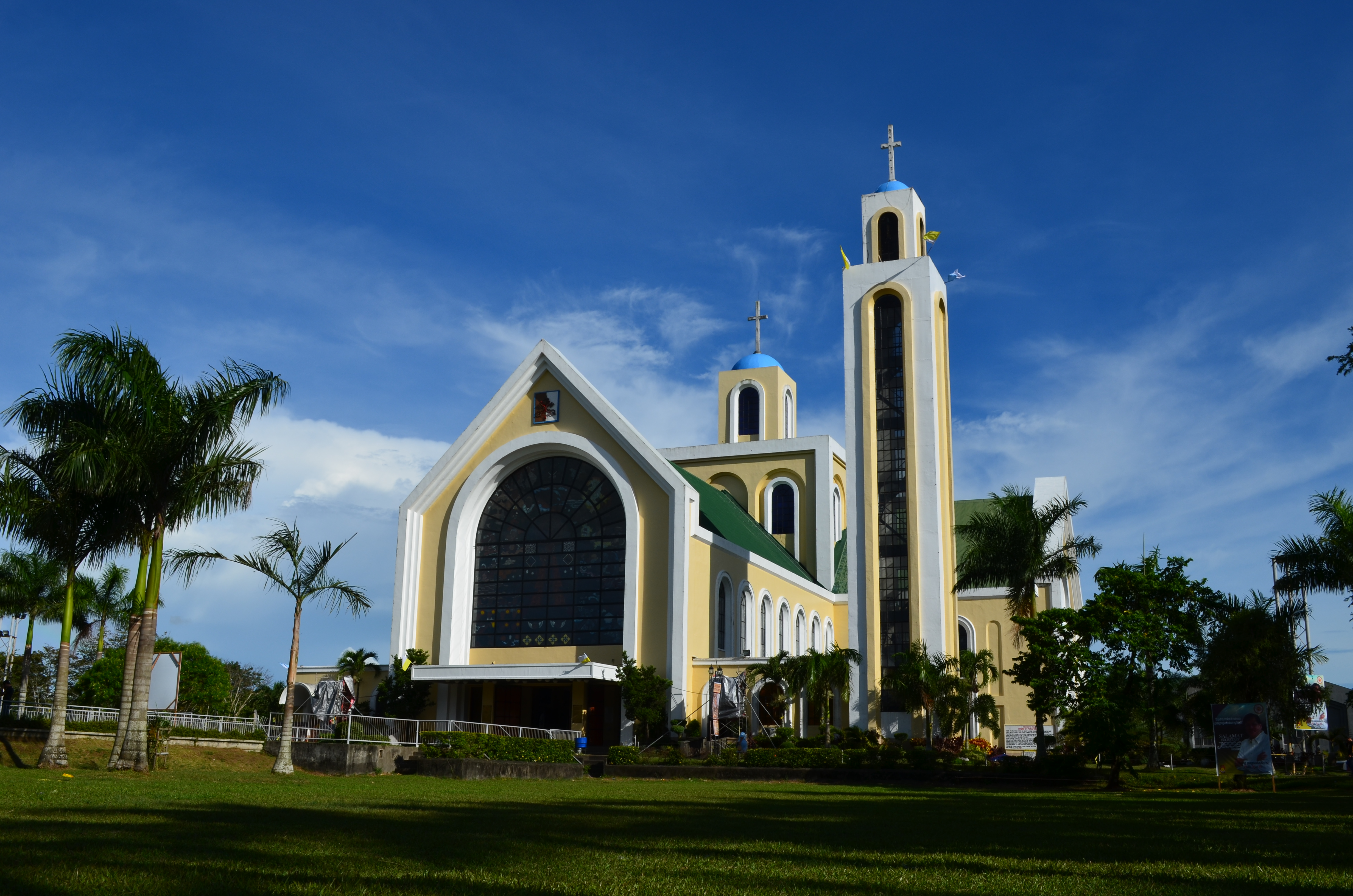
Basilica of Our Lady von Peñafrancia

- Rex Andrew Alarcon, seit 2024

## Bedeutende Kirchen
- Basilika Unserer Lieben Frau von Peñafrancia in Naga